# Sicherheitskurier
Ein Sicherheitskurier transportiert Wertgegenstände (Wertschriften, Banknoten, Edelmetalle, Münzen, Edelsteine, Schmuck, Kunstgegenstände, Dokumente, Liebhaberwerte) verdeckt in ziviler Arbeitskleidung.
Für den Transport werden besondere sicherheitstechnische und maßnahmenstechnische Vorkehrungen getroffen. Das besondere an dieser Form des Werttransportes ist, dass der Transport als solches für einen Außenstehenden nicht zu erkennen ist und damit keine Anhaltspunkte für gezielte Ausspähungshandlungen potenzieller Straftäter liefert.
Die Höhe des Wertes des Transportgutes ist maßgeblich für die Ausführung des Transportes mitbestimmend. Den Auflagen der Transportversicherungsgesellschaft ist Folge zu leisten. Ebenso mitbestimmend sind die Unfallverhütungsvorschriften der Berufsgenossenschaft.